# アンナ・プロッフル
アンナ・マリア・ヨゼフィーネ・プロッフル（Anna Maria Josephine Plochl, 1804年1月6日 - 1885年8月24日）は、「アルプス王」ヨーハン大公（神聖ローマ皇帝レオポルト2世の子、帝国執政）の妻（貴賤結婚）。

## 生涯
1804年、シュタイアーマルク、アウスゼー地方の郵便局長ヤーコプ・プロッフルの長女として誕生。母が13番目の子を出産後に死亡したため、長女であった彼女は責任感も強く、弟妹の面倒を見ていた。
1819年、偶然ヨーハン大公（当時37歳）一行とトプリッツ湖畔で出会い、大公は清楚な彼女に魅了される。次に会ったとき大公は彼女に恋人の有無を尋ね、アンナが否と答えると「では誰にも迷惑はかからないわけです。どうか私と仲良くして下さい」と告げ、こうして2人の交際が始まった。特に父ヤーコプは娘が単なる愛妾にすぎず、弄ばれているのではないかと心配するが、大公の真摯な態度に次第に理解を深めていく。しかし大公は帝都ウィーンでの公務があり、思うように会えない日々が続く。
1822年、大公がついに結婚を決意し、皇帝フランツ1世に一度は結婚許可を得るが、貴賤結婚であるため皇族・貴族等が猛反発し、最終的に当面話題にしないことを約束した。その後ブラントホーフの館で大公と生活を共にするが、「家政婦」という名目であった。1829年2月、皇帝からの正式な許可がおり、身分差と22歳の年齢差を越えて大公の妻となった。
アンナは庶民の出であり、彼女及びその子孫は皇族としての諸権利を得られないことが結婚の条件であった。1830年、皇帝フランツ1世と私的に面会し、好意を得る。1833年には結婚を公表することが許可され、貴族としての身分が必要となり「ブラントホーフ男爵夫人」の称号を得る。湯治などの治療をするが子宝にはなかなか恵まれず、大公の年齢のこともあり半ば諦めていたが、1839年に男児フランツ（1839年 - 1891年）を出産する。大公は一人息子に相応しい爵位と地位を願い、メッテルニヒとの折衝を重ね、フランツは「メラン伯爵」の称号及び国家からの贈与金を得ることとなる。1848年、フランツ・ヨーゼフ帝はアンナにも「メラン伯爵夫人」の称号を与えた。これにより紋章を有することも許された。
ヨーハン大公の加齢と共に、アンナは領地の管理を引き受けるようになった。さらに社会問題についても深く考え、グラーツに聖アンナ孤児救貧院を創設した。1859年、大公は77歳で死去。アンナは1885年に死去し、南チロルのシェーナに2人揃って埋葬されている。